# Melanthia effusa
Melanthia effusa là một loài bướm đêm trong họ Geometridae.